# Terradillos de Sedano
Terradillos de Sedano es una entidad local menor y localidad española perteneciente al municipio de Valle de Sedano, en la provincia de Burgos, comunidad autónoma de Castilla y León, comarca de Páramos.

## Toponimia
Terradillos significa lugar de tierras pequeñas.[cita requerida]
La ley municipal de 1877 es la que recomendaba que los municipios que tenían poblaciones homónimas, para distinguirlos, referenciaran su nombre. De ahí que ante topónimos iguales se debiera especificar con otras palabras el nombre del pueblo para que ningún otro se llamara igual. 
En el caso de Terradillos, en la provincia de Burgos había otro Terradillos. Uno se referencia a un río -de Esgueva, y éste a otra población –de Sedano. Hay más Terradillos; uno en Palencia que se completó con –de Templarios y otro en Salamanca que quedó como Terradillos.

## Situación
Dista 44 km de la capital y 20 de Sedano, cabecera del municipio. Se encuentra en el valle del río San Antón, afluente del Rudrón. Acceso desde la carretera N-623 en el cruce de Masa y atravesando Nidáguila. Al sur del espacio natural conocido como de Hoces del Alto Ebro y Rudrón y al oeste del Páramo de Masa.

## Historia
Lugar que formaba parte del Valle de Sedano en el Partido de Burgos, uno de los catorce que formaban la Intendencia de Burgos, durante el período comprendido entre 1785 y 1833, en el Censo de Floridablanca de 1787, jurisdicción de señorío siendo su titular el Marqués de Aguilar de Campoo, regidor pedáneo. Antiguo municipio de Castilla la Vieja en el Partido de Sedano que en el censo de la matrícula catastral contaba con 32 hogares y 99 vecinos. Entre el censo de 1930 y el anterior, este municipio desaparece porque se integra en el municipio de Masa, contaba entonces con 55 hogares y 241 habitantes.
La localidad entre el censo de 1940 y el anterior se segrega del municipio de Masa para incorporarse al municipio de Nidáguila, que entre el censo de 1981 y el anterior este municipio vuelve a desaparecer porque se agrupa en el municipio Valle de Sedano, contaba entonces con una extensión superficial de 4752 hectáreas albergando 57 hogares y 174 habitantes.

## Demografía
| Gráfica de evolución demográfica de Terradillos de Sedano entre 1842 y 1920 |
| |
| Población de derecho según los censos de población del INE Población de hecho según los censos de población del INEEntre el censo de 1930 y el anterior, este municipio desaparece porque se integra en el municipio Masa. |

## Fiestas
Fiestas patronales de Santa Eufemia, antiguamente celebradas el 16 de septiembre y actualmente el tercer fin de semana de agosto.